# Milk & Sugar
Milk & Sugar este un grup muzical german de house/dance/trance. Membrii grupului sunt doi producători muzicali, proprietari ai unei case de discuri din Spania: Mike Milk (pe numele real Michael Kronenberger) și Steven Sugar (pe numele real Steffen Harding). Cei doi colaborează începând cu 1993 sub diverse nume, printre care Axis, Hitch Hiker & Jacques Dumondt, și Mike Stone & Steve Heller, și au produs câteva hituri internaționale majore.

## Discografie
Single-uri de Milk & Sugar
| - Milk & Sugar - Wicked Disco (1997) - Milk & Sugar - Get Down To The Fever (1997) - Mike Milk vs. Steven Sugar – Miss You Babe (2000) - Milk & Sugar – Higher & Higher (2000) - Milk & Sugar vs. John Paul Young – Love Is in the Air (2001) - Milk & Sugar - Lift me Up - Milk & Sugar vs. Damien J. Carter – I Got This Feeling (2002) - Milk & Sugar – Stay Around (2003) - Milk & Sugar – Let The Sun Shine (2003) - Milk & Sugar feat. 2 kHz – Get Down! Stay Down! (2004) - Milk & Sugar – Shut Up! (2004) - Milk & Sugar with Howard Jones – What is Love 2005 (2005) - Milk & Sugar – Jezabel (2005) - Milk & Sugar – Has Your Man Got Soul (2006) | - Milk & Sugar pres. MS2 – Stay Around (For This) (2007) - Milk & Sugar – Higher & Higher 2008 (2008) - Milk & Sugar feat. Roxanne Wild – No No No (2008) - Milk & Sugar feat. Ayak – You Got Me Burnin’ (2009) - Milk & Sugar feat. Gary Nesta Pine – Let The Sun Shine (2009) - Milk & Sugar feat. Ayak – Let The Love (Take Over) (2010) - Milk & Sugar feat. Ayak & Lady Chann – Crazy (2010) - Milk & Sugar vs. Vaya Con Dios - Hey (Nah Neh Nah) (2010) - Milk & Sugar feat. Miriam Makeba - Hi-a Ma (Pata Pata) (2011) - Milk & Sugar feat. Neri per caso - Via con me (2012) - Milk & Sugar feat. Lizzy Pattinson – Let The Sun Shine (2012) - Milk & Sugar – Stay Around (2013) - Milk & Sugar – Tell Me Why (2013) - Milk & Sugar vs. Ben Delay – Tribute (2013) - Milk & Sugar feat. Maria Marquez – Canto Del Pilón (2013) |

Albume - Milk & Sugar
| - Milk & Sugar – Housemusic.de (2003) - Milk & Sugar – 10 Years of Milk & Sugar – The Singles (2007) - Milk & Sugar – The Album (2011) - Milk & Sugar – 15 Years of Milk & Sugar – One And A Half Decades (2013) - Milk & Sugar – House Nation (2013) |

Alte colaborări
| - Stone & Heller - San Francisco (1997) - The Mike Milk Project – Extrovated Beat (1997) - Border Queen – You Spin Me `Round (1997) - Mike Milk vs. Steven Sugar – It Looks Like Funk (1998) - Mike Milk vs. Rat Pack – The Real Boogie (1998) - Stone & Heller – San Francisco `99 (1999) | - Mike Milk vs. Steven Sugar – Cheesecake (1999) - Robbie Rivera pres. Rhythm Bangers – Bang (2000) - MS2 – Running Away (2002) - Housemates – Without You (2006) - DJ Dove & Milk & Sugar – Unkind (2006) - Dino Moran With Milk & Sugar – Gumba Fire (2006) - Housemates – Can't Get Enough (2008) |

Remixuri
| - Ben Pearce – What I Might Do (2013) - Francesco Rossi – Paper Aeroplane (2013) - Jutty Ranx – Be With You (2013) EMI - I Blame Coco – Quicker (Island) (2010) - Alex Gaudino – Watch Out (Ministry Of Sound) (2009) - Paul Harris – Broken (2009) - Paul Gardner feat. Peyton – You Can't Hide From Yourself (Milk & Sugar Rec) (2008) - Yves Murasca – All About Housemusc (Milk & Sugar Rec) (2008) - Masters At Work – Work (AATW) (2007) - Seasons Of Love – I Love NY (Boss) (2007) - Candy Williams feat. Whiteside – Have It All (Milk & Sugar Rec) (2007) - Steve Lawler – That Sound (Joia) (2005) - Freeloaders – So Much Love To Give (AATW) (2005) - Casanovy – I Need Your Lovin (Milk & Sugar Rec) (2005) - Kraze – The Party (Milk & Sugar Rec) (2005) - Room 5 – Make Luv (EMI Music) (2005) - Despina Vandi – Opa, Opa (Ministry Of Sound) (2004) - Preluders – Sundown (Polydor GER) (2004) | - Harry ChooChoo Romero – Mongobonix (Milk & Sugar Rec) (2004) - King Britt – I Can't Wait (Brickhouse) (2004) - Despina Vandi – Gia (Ministry Of Sound) (2003) - Mr. On vs. JungleBrothers – Breathe Don't Stop (Positiva UK) (2003) - Kid Alex – Fame / Shut Up (Milk & Sugar Rec) (2003) - Lene – Pretty Young Thing (Positiva UK) (2003) - Kid Creole – Stool Pigeon (Polydor GER) (2002) - Edyta – Impossible (Virgin ) (2002) - Jamiroquai – Corner Of The Earth (Sony Music) (2002) - Tim Deluxe – It Just Won't Do (Milk & Sugar Rec) 2002 - Bel Amour – Bel Amour (Milk & Sugar Rec/Jive) (2001) - No Angels – Rivers Of Joy (Polydor Zeitgeist) (2001) - DB Boulevard – Point Of View (Airplane) (2001) - Samantha Mumba – Gotta Tell You (Polydor UK) (2000) - Robbie Rivera – Bang (Milk & Sugar Rec) (2000) - Usher – My Way (BMG Ariola) (2000) - Mya – Free (Warner Music ) (2000) - Janet Jackson – C´mon Get Up (Virgin GER) (2000) - Starship Troopers – Starship Troopers Movie (WEA/Maad) (1998) |

CD-uri compilație
| - Discohouse Vol. 1 (BMG) (2000) - Discohouse Vol. 2 (BMG) (2001) - Vendetta Live Sessions Mixed by Milk & Sugar (Vendetta) (2002) - 5 Years Of Milk & Sugar Recordings (Milk & Sugar Recordings) (2002) - El Divino Ibiza Mixed by Milk & Sugar (Complete) (2002) - Ritmo De Bacardi (Ministry Of Sound) (2003) - Pacha Vol.5 Mixed by Milk & Sugar (Good Times Music) (2004) - Milk & Sugar Summer Sessions 2004 (Milk & Sugar Recordings) (2004) - Housemusic.de Reloaded (Milk & Sugar Recordings) (2004) - Milk & Sugar Summer Sessions 2005 (Milk & Sugar Recordings) (2005) - Milk & Sugar On A Mission 2005 (Milk & Sugar Recordings) (2005) - Milk & Sugar Summer Sessions 2006 (Milk & Sugar Recordings) (2006) - Milk & Sugar On A Mission 2006 (Milk & Sugar Recordings) (2006) - 10 Years of Milk & Sugar (Milk & Sugar Recordings) (2007) - Milk & Sugar Summer Sessions 2007 (Milk & Sugar Recordings) (2007) - Milk & Sugar On A Mission 2007 (Milk & Sugar Recordings) (2007) - Milk & Sugar Summer Sessions 2008 (Milk & Sugar Recordings) (2008) - Milk & Sugar On A Mission 2008 (Milk & Sugar Recordings) (2008) - Milk & Sugar Summer Sessions 2009 (Milk & Sugar Recordings) (2009) | - Milk & Sugar On A Mission 2009 (Milk & Sugar Recordings) (2009) - Housemusic.de Chapter X (Milk & Sugar Recordings) (2010) - Milk & Sugar Summer Sessions 2010 (Milk & Sugar Recordings) (2010) - Milk & Sugar Club Cuts (Milk & Sugar Recordings) (2010) - Milk & Sugar On A Mission 2010 (Milk & Sugar Recordings) (2010) - Milk & Sugar Miami Sessions 2010 (Milk & Sugar Recordings) (2010) - Milk & Sugar Summer Sessions 2011 (Milk & Sugar Recordings) (2011) - Milk & Sugar Club Cuts 2 (Milk & Sugar Recordings) (2011) - Milk & Sugar On A Mission 2011 (Milk & Sugar Recordings) (2011) - Milk & Sugar Miami Sessions 2012 (Milk & Sugar Recordings) (2012) - Milk & Sugar Club Cuts 3 (Milk & Sugar Recordings) (2012) - Milk & Sugar Summer Sessions 2012 (Milk & Sugar Recordings) (2012) - Milk & Sugar Winter Sessions 2012 (Milk & Sugar Recordings) (2012) - Milk & Sugar On A Mission 2012 (Milk & Sugar Recordings) (2012) - Milk & Sugar Miami Sessions 2013 (Milk & Sugar Recordings) (2013) - Milk & Sugar Beach Cuts (Milk & Sugar Recordings) (2013) - Milk & Sugar Summer Sessions 2013 (Milk & Sugar Recordings) (2013) - Milk & Sugar Club Cuts Volume 5 (Milk & Sugar Recordings) (2013) - Milk & Sugar Beach Cuts Volume 2 (Milk & Sugar Recordings) (2014) |